# Folna kiselina
Folna kiselina ili vitamin B9, je jedan od vitamina B kompleksa. Drugo ime ove kiseline je pteroilglutaminska kiselina. Folna kiselina se nalazi kao poliglutamat. Nakon unosa u organizam, apsorbuje se preko enzima u sluznici duodenuma. Nakon apsorpcije se redukuje do tetrahidrofolne kiseline, FH4 koja je koenzim i služi kao prenosilac grupa sa jednim atomom ugljenika, pri metaboličkim procesima.
Folna kiselina je važna za sintezu DNK, pa i za funkcionisanje svake ćelije u organizmu. Ima značajnu ulogu u ertitropoezi (stvaranju crvenih krvnih zrnaca). Tako manjak ove kiseline u organizmu dovodi do anemije. Ima bitnu ulogu u konverziji aminokiselina, pre svega snižava nivo homocisteina u krvi. Povišen nivo homocisteina u krvi može dovesti do začepljenja krvnog suda. Ima značajnu ulogu u razvoju ploda, jer je bitna za normalan razvoj nervne cevi kod novorođenčeta.

## Ishrana
Nalazi se u listovima zelenog povrća - spanaća, blitve. Prvi put je izolovana iz listova ovog povrća, po čemu je i dobila ime folium-list. Pored toga se nalazi i u orasima, kvascu, svinjskoj, goveđoj, jagnjećoj i pilećoj jetri.
Preporučena dnevna doza (RDA):
- deca 50-400µg
- odrasli 400 µg
- trudnoća 800 µg

Prilikom unosa velikih količina folne kiseline, može doći do prikrivanje deficijencije B12 vitamina.